# Banc de Girona
El Banc de Girona o «Banco de Gerona» va ser una entitat financera que va existir durant els anys 80 del segle xix. Va ser constituït el 9 de desembre de 1881, impulsat per 16 prohoms de la ciutat de Girona i altres viles properes. Tenia la seu central al carrer Albareda, 12, de la capital gironina. El seu primer president fou Narcís Heras de Puig, un advocat, escriptor que havia sigut prèviament president de la Diputació de Girona entre 1876 i 1878. El capital inicial de la institució era de 10.000 accions de 500 pessetes, subscrita en un 60% pels mateixos promotors, amb un 5% de l'import total desembolsat. Més endavant els promotors de l'empresa es van negar a aportar el 95% de capital restant, fet que va provocar les primeres crisis a la institució. Com que no es va arribar a cap acord, es va acordar la liquidació de l'entitat el 1883, que es faria efectiva el 1884.